# Bied (Le Locle)
Der Bied ist ein etwa 6 km langer Fluss auf einer Hochebene im Jura in Le Locle im Kanton Neuenburg in der Schweiz.

## Geographie

### Verlauf
Der Bied entspringt in einem Tal zwischen La Chaux-de-Fonds und Le Locle unweit der Europäischen Hauptwasserscheide. Er fliesst zunächst als Grenzbach zwischen den Bezirken Le Locle und La Chaux-de-Fonds nach Norden. Nach wenigen hundert Metern knickt er in südwestliche Richtung ab und verläuft parallel zur Hauptstrasse 20 nach Le Locle. Im Stadtgebiet ist er verdolt. Unterirdisch nimmt der Bied den Combe Girard aus einem von Südosten kommenden Tal auf. Im Südwesten von Le Locle verlässt der Bied die Verdolung und fliesst stark begradigt zum Col des Roches. Dort versickert der Bied im Untergrund des Jurassischen Karstes und unterquert dieses Hindernis in Höhlen, bevor er nach 2,5 km unterirdischem Lauf auf der anderen Seite als Rançonnière wieder zutage tritt und dem Doubs zufliesst.

### Zuflüsse
- Combe Girard (links)
- Les Calame (links)

## Geschichte
Vom 16. bis zum 19. Jahrhundert wurden in den Höhlen unter dem Col des Roches die Höhlenmühlen von Le Locle mit der Wasserkraft des Bieds betrieben.
Da der Versickerungstrichter grössere Wassermengen während der Schneeschmelze und langer Regenperioden nicht aufnehmen konnte, wurde bis ins 19. Jahrhundert bei solchen Ereignissen oft der ganze Talboden überschwemmt. Im Jahr 1805 wurde mit dem Errichten eines künstlichen Tunnels unter dem Col des Roches die Überschwemmungsgefahr weitgehend gebannt. Dieser Kanal leitet einen Teil des Wassers über einen etwa 90 m hohen Wasserfall ins Tal von La Rançonnière. 
Zwischen 1968 und 1973 wurde am Bied ein Hochwasserrückhaltebecken errichtet. Erst 1980 wurden mittels Färbeversuchen die Verbindungen zwischen Dolinen auf den Hochflächen und dem Ausgang der Karsthöhle nachgewiesen.